# Tickling

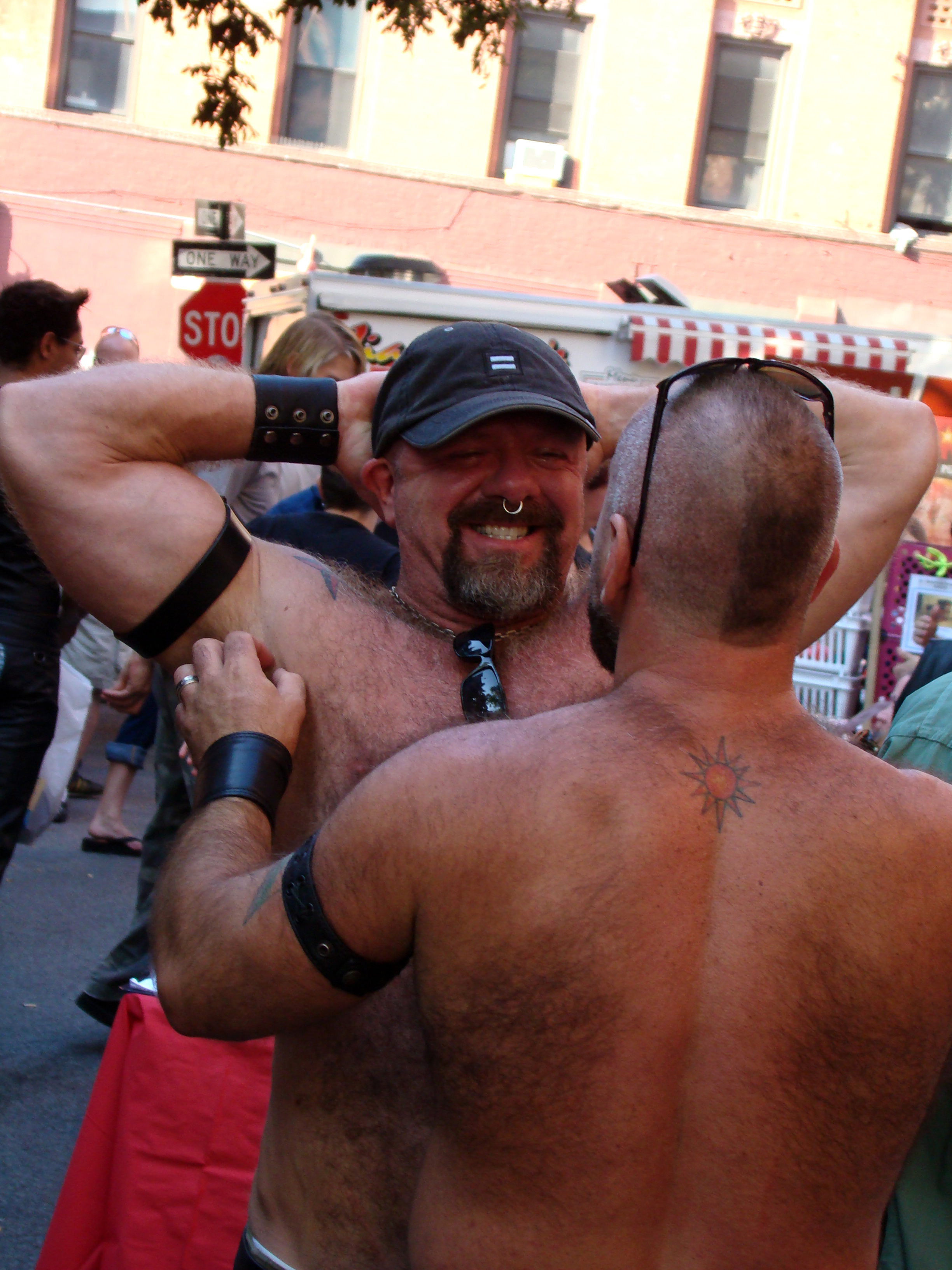
Aplicação de cócegas num evento da subcultura do couro.

Tickling é uma prática que envolve a aplicação de cócegas com a finalidade de buscar a excitação sexual ou satisfação das pessoas envolvidas. Knismolagnia é o nome dado para o desejo sexual em sentir cócegas.
A prática do tickling é geralmente associada ao BDSM e não necessariamente envolve atividades sexuais. Dentro da comunidade do tickling, a pessoa que aplica as cócegas é referida como tickler e a pessoa que recebe as cócegas é chamada de ticklee. Práticas envolvendo bondage, como amarrar os braços e as pernas, são comumente utilizadas nessa atividade a fim de restringir a movimentação da pessoa que está sentindo cócegas.